# Elatostema edanoi
Elatostema edanoi är en nässelväxtart som beskrevs av Elmer Drew Merrill. Elatostema edanoi ingår i släktet Elatostema och familjen nässelväxter. Inga underarter finns listade i Catalogue of Life.